# Eugen Kogon
Eugen Kogon, né le 2 février 1903 à Munich et mort le 24 juillet 1987 à Königstein im Taunus, est un journaliste et sociologue allemand.
Opposant au Parti national-socialiste il a été arrêté en 1939, et détenu pendant six ans au camp de Buchenwald où il était le secrétaire particulier du médecin chef Erwin Ding-Schuler.
Il est considéré comme un des intellectuels fondateurs de la République fédérale d'Allemagne.

## Biographie
Eugen Kogon est né en Allemagne à Munich, enfant naturel d'une mère juive originaire de la ville russe de Mykolaïv, adopté peu après sa naissance par une famille allemande qui le fit instruire dans des établissements catholiques.
Après des études d'économie et de sociologie à Munich, il rédige une thèse portant sur « L'État corporatif et le fascisme » qu'il soutient en 1927 à Vienne, où il travaille comme journaliste au Schönere Zukunft jusqu'en 1932. Influencé par Othmar Spann, opposé au socialisme et défenseur d'un État chrétien corporatif, il appartient au cercle de Vienne (Wiener Kreis). Il est déporté au camp de concentration de Buchenwald de septembre 1939 jusqu'à la libération du camp par les Américains en 1945, soit pendant six années.
Afin d'étudier les conditions de vie à Buchenwald , « premier grand camp de concentration tombé intact aux mains des forces alliées occidentales », et de transmettre ces informations au Commandement Suprême des Forces Expéditionnaires Alliées (SHAEF), on demande à Eugen Kogon un rapport strict et sans parti pris. Ce rapport de 400 pages sur Buchenwald servira de base à son étude détaillée du système des camps de concentration nazis, qu'il publiera en 1946 (chez Europäische Verlagsanstalt (de)) sous le titre original : Der SS Staat - Das System der deutschen Konzentrationslager (en français : L'État SS - Le système des camps de concentration allemands).
L'historien Paul Weindling (en) soupçonne Kogon d'avoir, à l'approche de la victoire des Alliés, participé avec Ding-Schuler à la rédaction d'un faux journal de celui-ci, Kogon désirant compenser la perte de documents incriminants détruits par les SS et Ding-Schuler se décharger sur ses supérieurs.
Après la fin de la Seconde Guerre mondiale, aux côtés de Walter Dirks, Eugen Kogon travaille à mettre en lumière les origines du national-socialisme et à renouveler la pensée politique allemande, notamment dans les Cahiers de Francfort (Frankfurter Hefte) ; il se lie avec les milieux fédéralistes et européistes.

## Œuvres
Œuvres traduites en français
- L'État SS (éd. Seuil, 1970 ; Seuil poche, 1993) (Der SS-Staat, Das System der deutschen Konzentrationslager, 1946; première éd. et trad. française en 1947 sous le titre : L'Enfer organisé - Le système des camps de concentration éd. La Jeune Parque)
- avec Hermann Langbein, Adalbert Rückerl, & al. Les chambres à gaz secret d'État (éd. Minuit, 1984 ; éd. Seuil poche, 1987)(Nationalsozialistische Massentötungen durch Giftgas - Eine Dokumentation, Frankfurt, Fischer, 1983) - (lire le livre en ligne)

## Distinctions
- Médaille Buber-Rosenzweig (1980)